# Elettronica e Telecomunicazioni
Elettronica e Telecomunicazioni è una rivista scientifica edita dal centro ricerche Centro ricerche e innovazione tecnologica Rai della RAI. Edita a partire dal 1952 in collaborazione con STET, dal 2001 è disponibile gratuitamente on-line.